# Euromaidan
Protestele proeuropene din Ucraina, numite și EuroMaidan (în ucraineană ЄвроМайдан, transliterat: EvroMaidan), au început în noaptea de 21 noiembrie 2013 când cetățenii ucraineni au început să protesteze spontan în Kiev în răspuns la decizia guvernului ucrainean de a suspenda procesul de pregătire pentru semnarea Acordului de Asociere cu Uniunea Europeană și Acordului de Liber Schimb cu aceasta. Protestele au fost începute de către studenți la care, în scurt timp, li s-au alăturat partidele din opoziție și alte grupări proeuropene. 
Conform Institutului Internațional de Sociologie din Kiev (KMIS), 38% din populația Ucrainei dorește Uniunea Vamală cu Rusia iar 37,8% aderarea la Uniunea Europeană. Procentajul ridicat de cetățeni care doresc apropierea de Rusia se datorează populației rusofone din estul și sudul Ucrainei și faptului că industria ucraineană are legături strânse cu piața Rusiei iar cooperarea cu această țară rămâne foarte importantă pe plan economic.
Mișcarea Euromaidan a luat proporții după represiunea de la Kiev, din noaptea de 30 noiembrie. În cadrul mișcării, în iarna lui 2013 se organizau mitinguri, demonstrații și greve studențești în întreaga Ucraină. Astfel, pe lângă demonstrațiile de proporții din Piața Independenței din Kiev (Maidan Nezalejnosti) și străzile adiacente, proteste ce au avut loc în toate marile orașe ucrainene precum și în diaspora ucraineană din întreaga lume.

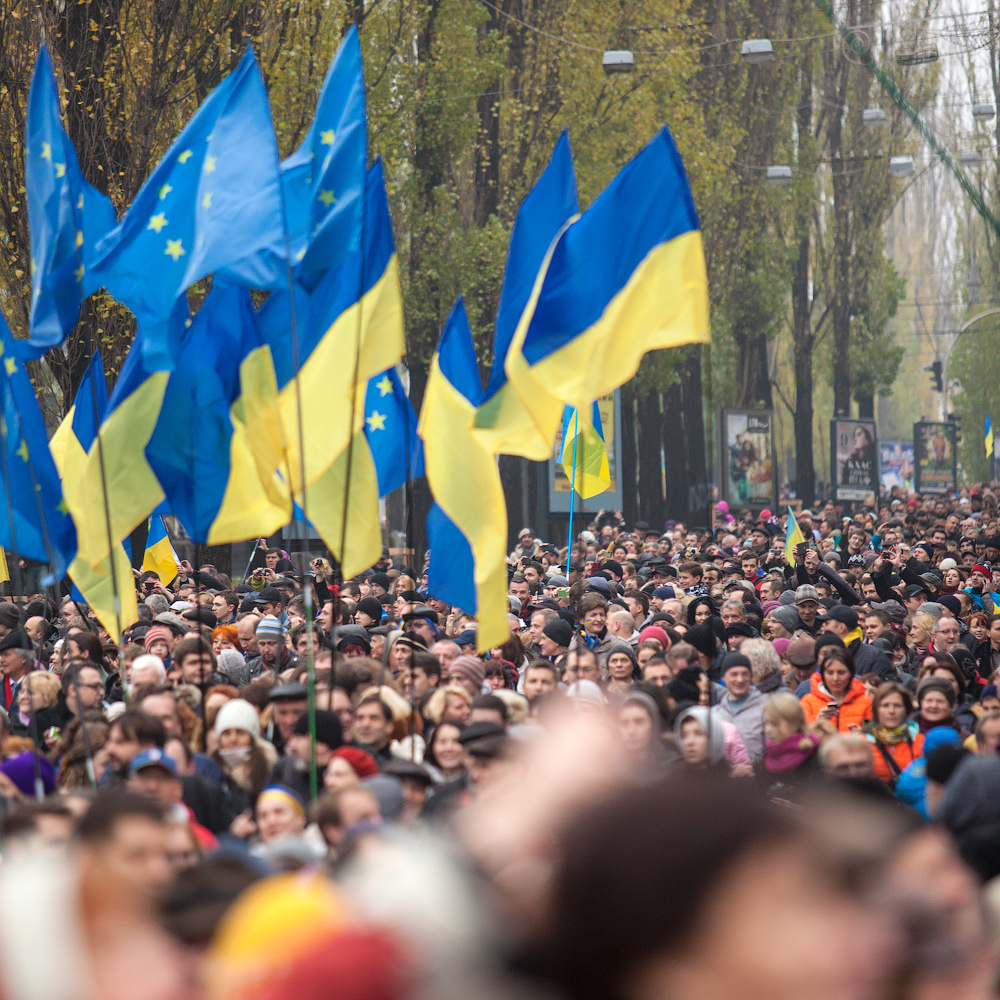
Manifestanți proeuropeni pe străzile din Kiev.

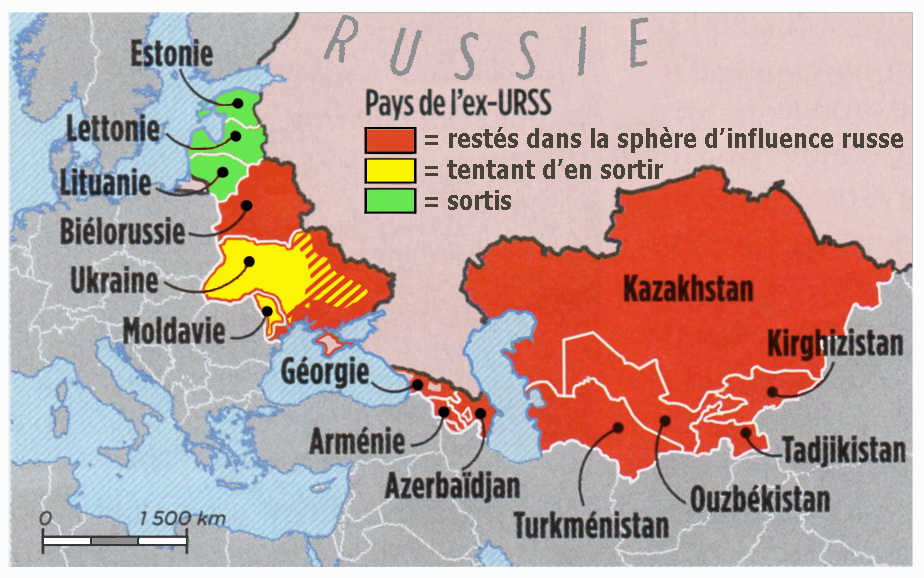
Situația Ucrainei în ansamblul geostrategic al sferei de influență a Federației ruse (roșu : țări foste sovietice rămase în aceasta ; galben : țări foste sovietice care încearcă să iasă din aceasta ; verde : țări foste sovietice care nu se află în sfera de influență a Federației ruse, ci fac parte din Uniunea Europeană).

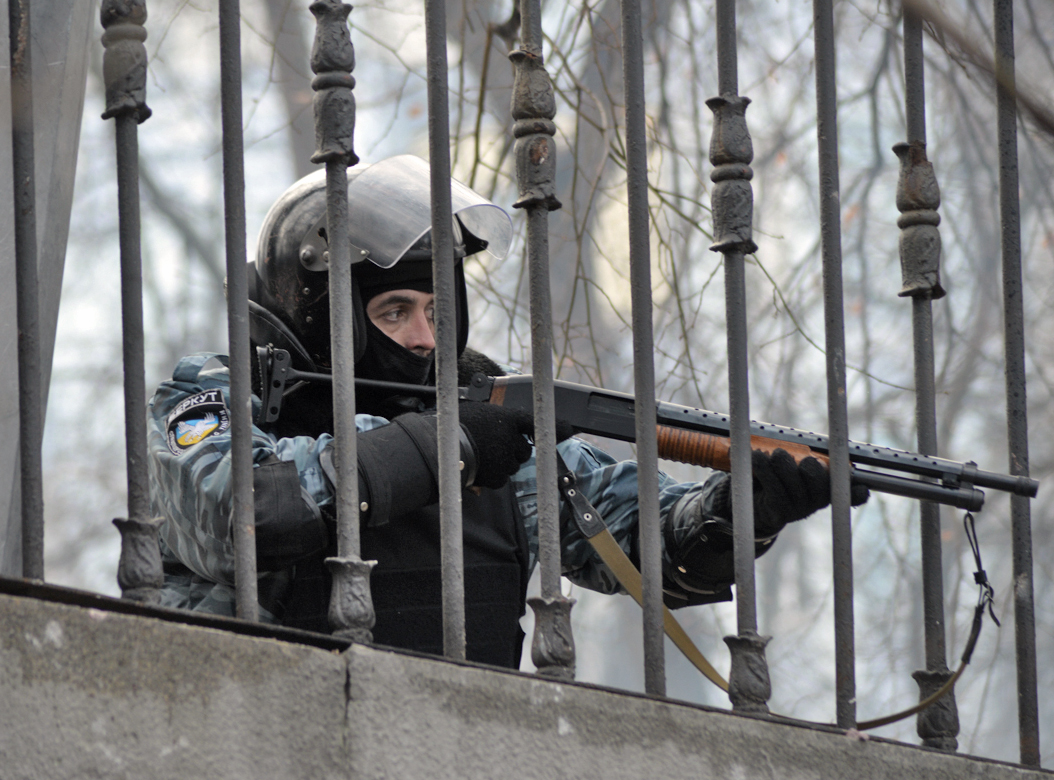
Ofițer Berkut trăgând asupra protestatarilor, 19 ianuarie 2014.

## Represiunea EuroMaidanului în noaptea de 30 noiembrie
Protestatarii se adunau pe 'Maidan' continuu, numărul lor variind de la o zi la alta. În noaptea de 30 noiembrie, forțele de securitate au luat măsuri pentru a curăța zona de participanții la protest, care se adunaseră spontan în piață în număr de circa 400 de protestatari, majoritatea studenți. Zonă protestelor a fost înconjurată de peste 1.000 de colaboratori ai forțelor speciale înarmați cu mijloace ale detașamentului pentru destinații speciale «Berkut» aduse în Kiev din trei regiuni din Ucraina - Crimeea, Donețk și Cernigov. Ca urmare a acțiunilor de represiune a celor de la "Berkut" (Vulturul de aur) au fost rănite cel puțin 79 de persoane. Oamenii care au scăpat de persecuția "Berkut"-ului s-au ascuns în Mănăstirea lui Mihail în Piața Sf. Mihail Campania a câștigat multă publicitate și condamnare la o mare parte a societății ucrainene și publicității mondiale. Evenimentele din 30 noiembrie au fost un punct de cotitură în protestele din Ucraina care au mutat accentul de proteste de la proeuropene la anti-guvern în masa mai mare.

## Cronologie

### 2013
21 noiembrie
- În cursul nopții, începe la Kiev un protest spontan împotriva conducerii țării ca urmare a nesemnării Acordului de Asociere cu Uniunea Europeană.

1 decembrie
- În apropierea clădirii a administrației prezidențiale, forțele de ordine au folosit gaze lacrimogene. De asemenea la 10 metri de cordonul polițiștilor se află un buldozer.[17]

4 decembrie
- Vitali Kliciko, lider al opoziției, face apel la grevă generală în Ucraina
- Protestatarii încearcă să blocheze din nou sediul Guvernului
- Sunt trimise la Kiev mai multe forțe speciale din teritoriu ale ministerului de interne (Berkut). [18]

6 decembrie
- La Soci are loc o reuniune neplanificată între președintele Ianukovici și președintele rus Vladimir Putin, aparent pe teme fără legătură cu protestele de la Kiev. În presă apar speculații despre o înțelegere secretă prin care Ucraina urmează să primească un ajutor de 5 miliarde de dolari din partea Rusiei și reducerea prețului la gaze până la 200 de dolari americani, în schimbul aderării Ucrainei la Uniunea Vamală Rusia-Belarus-Kazahstan.[19]

8 decembrie
- Protestatarii din centrul Kievului au dărâmat Statuia lui Lenin din Piața Basarabiei.[20]

### 2014
28 ianuarie
Mîkola Azarov și-a dat demisia din funcția de prim-ministru. 
30 ianuarie
- Serghei Arbuzov, devine prim-ministru interimar.

18 februarie
- 25 de oameni au fost uciși și sute de răniți în ciocnirile violente de la Kiev între forțele de securitate și protestatari.[22][23]

19 februarie
- Victor Ianukovic, le-a reproșat liderilor opoziției că au chemat radicalii în Maidan (locul fierbinte al contestării) la o luptă armată

20 februarie
- cca. 35 de oameni au fost uciși în dimineața acestei zile de către lunetiști. Fiecare parte acuză partea adversă că folosește lunetiști și muniție de război.[24]
- Sportivii din Ucraina părăsesc Olimpiada de Iarnă de la Soci.[25]

21 februarie
- Președintele Ucrainei, Viktor Ianukovic, este de acord cu organizarea de alegeri anticipate în anul 2014, anunță Președinția de la Kiev.[26]
- Ucraina intenționează să revină la Constituția din 2004[27]

22 februarie
- Iulia Timoșenko, încarcerată în 2011 în urma unui proces categorisit de media occidentală drept politic, este eliberată.[28]
- Președintele Ianukovici părăsește capitala Kiev. Se presupune că s-ar ascunde în Harkov (estul rusofon al Ucrainei), în Rusia, Belarus sau chiar Emiratele Arabe Unite.[29]

23 februarie
- Oleksandr Turcinov devine președinte interimar al Ucrainei până la alegerile anticipate programate pentru 25 mai 2014
- Rada Supremă a Ucrainei a abrogat legea privind bazele politicii de stat în domeniul lingvistic, lege care a conferit limbii ruse statut de limbă regională în 13 (din 27) regiuni administrative ale Ucrainei, [30] în care membrii comunităților etnice reprezentau mai mult de 10% din populație. Deși măsura este îndreptată contra limbii ruse, aceasta afectează și câteva localități majoritar românești și ungurești.[31]
- Se declanșează criza din Crimeea: grupuri rusofone se opun noilor schimbări politice de la Kiev și doresc alipirea Crimeii de Rusia.

28 februarie
- Ianukovici a explicat fuga sa în Rusia într-o conferință ținută la Rostov-pe-Don: „Sunt dispus să lupt împotriva celor care conduc prin frica și teroare Ucraina. Am fost forțat să părăsesc țara fiind amenințat cu moartea atât eu cât și familia mea. Puterea a fost luată de tineri naționaliști și fasciști care reprezintă doar o minoritate în Ucraina. Trebuie luat în considerare interesul tuturor regiunilor din Ucraina. E foarte greu de găsit o ieșire din criză. Situația actuală e rezultatul politicilor iresponsabile ale Occidentului, care a sprijinit Euromaidanul.”[32]

1 martie
- În ciocnirile de la Harkov se înregistrează 97 de răniți.
- Consiliul Federației Ruse autorizează intervenția armată pe teritoriul Ucrainei, la solicitarea președintelui Putin. Intervenția nu a avut loc, autorizația fiind ridicată la data de 25 iunie 2014.

## Reacții
- Leonid Kravciuk, Leonid Kucima și Viktor Iușcenko (foști președinți ai Ucrainei) consideră că actualul Guvern ar trebui să-și dea demisia.[33]
- Președintele României, Traian Băsescu a declarat că este regretabil pasul înapoi al Ucrainei și că România susține ridicarea oricărei rezerve pentru a permite Ucrainei să semneze Acordul cu UE.
- Uniunea Europeană, prin Catherine Ashton și Štefan Füle, „condamnă cu fermitate folosirea excesivă a forței în noaptea de vineri (29 noiembrie 2013) de poliția din Kiev pentru a dispersa manifestanții pașnici”[34]
- Mircea Druc, fost premier al Republicii Moldova, a declarat că: „dacă Ianukovici semna (acordul cu UE) și începea aderarea, urma destrămarea Rusiei; dacă nu a semnat, urmează destrămarea Ucrainei. Rusia fără Ucraina nu poate nici măcar teoretic să se mențină în proiectul lui Putin de a reface imperiul sovietic, de a face uniunea vamală, de a face Eurasia. Fără Ucraina este non sens, nu poate face nimic.”[35]
- Anders Fogh Rasmussen, secretarul general al NATO, a cerut guvernanților din Ucraina să respecte libertatea de exprimare și să nu folosească violența împotriva protestatarilor.[36] Vizavi de această declarație,
- Serghei Lavrov a afirmat că „nu este clar de ce secretarul Alianței (NATO) răspunde la întrebări legate de situația din Kiev[...] Este o problemă internă a Ucrainei”.[37]
- Nils Daniel Carl Bildt, Ministrul suedez de Externe, a afirmat că Viktor Ianukovici are mâinile pătate de sânge.[38]
- Henry Kissinger, fostul secretar de stat american, consideră că „Putin vede în evenimentele din Ucraina ceea ce am vrea noi sa facem la Moscova”.[39]
- Vladimir Jirinovski, lider al Partidului Liberal Democrat din Rusia, a declarat la un miting din 23 februarie de la Moscova că Congresul de la Harkov exprimă voința populației din Estul și Sudul Ucrainei -gata să proclame Republica Malorusia (Rusia Mică)- și că partidul său va trimite echipe de voluntari pentru a proteja aceste zone. Aceleași zone care ar trebui alipite la Mama Rusie, alături de alte zone din Asia Centrală.[40] Vladimir Putin a exclus scenariul unei intervenții militare în Ucraina.[41]